# День денима

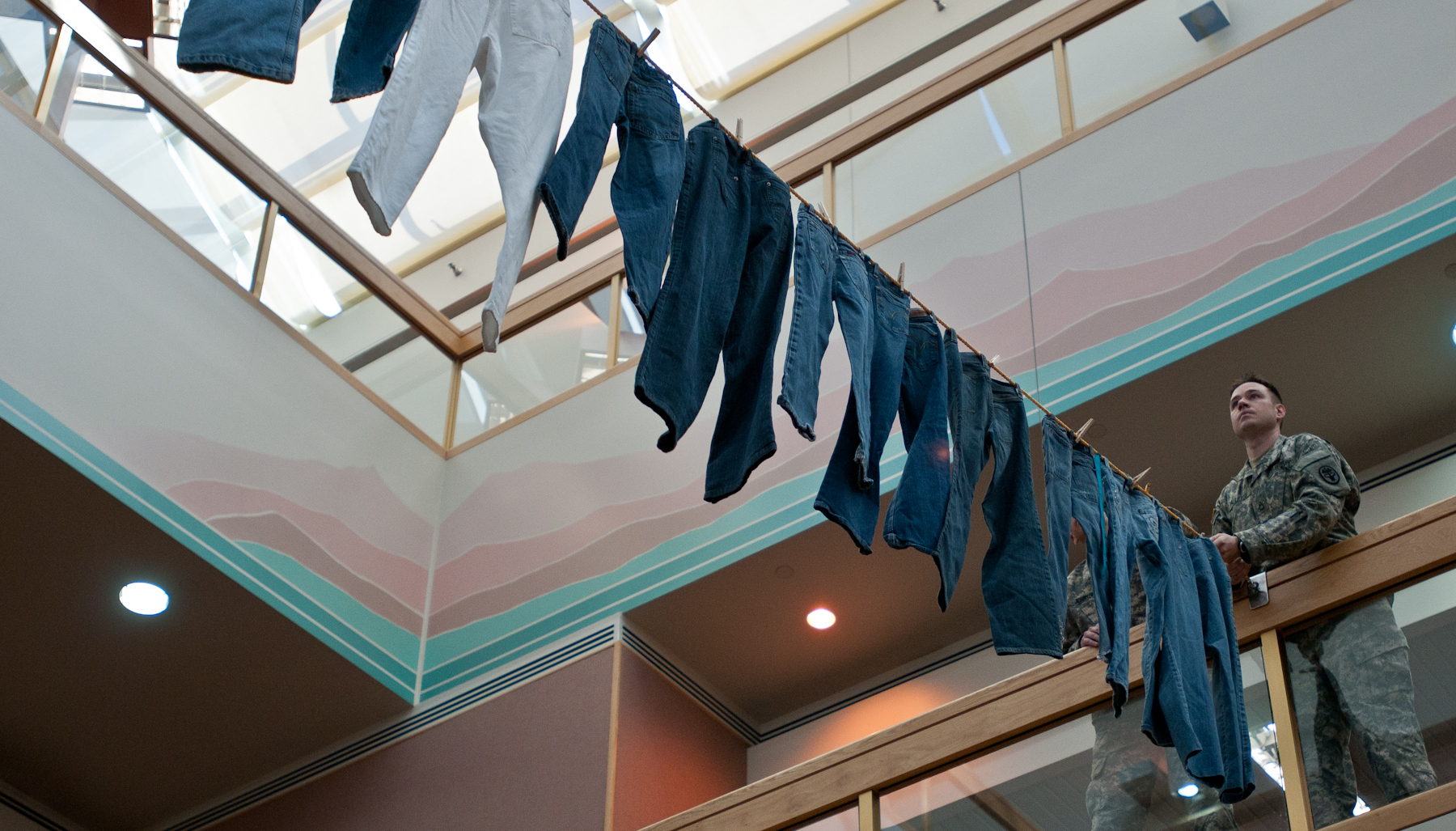
Джинсы, вывешенные в День денима в Madigan Army Medical Center

День денима проходит в последнюю среду апреля, месяца осведомлённости о сексуальных домогательствах. В рамках события людей призывают носить вещи из денима в знак борьбы с обвинением жертвы и для повышения осведомлённости окружающих о существовании проблемы сексуального насилия. Акция зародилась вследствие известного итальянского судебного случая, в рамках которого ответственность за изнасилование была перенесена на пострадавшую из-за одежды, которую та носила.
В 1992 году в итальянской коммуне Муро-Лукано 18-летняя девушка была изнасилована своим инструктором по вождению после первого же урока. Она рассказала, что инструктор, мужчина 45 лет, отвез её в глухую местность, заставил выйти из машины, насильно снял с неё джинсы, изнасиловал и пригрозил, что в случае придания ситуации огласке он убьёт её. Девушка сразу сообщила о случившемся родителям и полиции.
Изначально насильник был признан виновным в непристойном поведении. После обжалования приговора пережившей нападение был вынесен обвинительный приговор по всем пунктам обвинения. Насильник обратился в кассационный суд, который отменил решение вследствие того, что носившая узкие джинсы девушка, должно быть, участвовала в изнасиловании — «джинсовое алиби» заключалось в том, что насильник мог снять такие джинсы только если девушка помогала ему в этом, а значит, между ними существовало согласие. Верховный суд Италии постановил: «общепринятый факт, что практически невозможно снять узкие джинсы даже частично без активного сотрудничества со стороны человека, который их носит». В дальнейшем это решение было пересмотрено, и обвинение в изнасиловании больше не имеет «джинсовой» защиты.
Указание на то, что выбор одежды женщинами может означать сексуальное согласие, вызвало массовое возмущение и протест. На следующий день после принятия решения члены Парламента Италии выразили протест, надев джинсы и держа плакаты с надписью «Джинсы: алиби на изнасилование»; в акции не принял участие ни один мужчина-парламентёр. В знак солидарности их примеру последовали Сенат и Ассамблея Калифорнии. Активно критиковали приговор Стефания Престиджакомо и Алессандра Муссолини.
По мотивам этих событий Патти Гигганс, исполнительный директор the Los Angeles Commission on Assaults Against Women (ныне Peace Over Violence), в 1999 году организовала День денима в Лос-Анджелесе. Мероприятие стало ежегодным, международным, затрагивающим, согласно информации организаторов, более 12 миллионов людей во всём мире.